# Miles & More

Miles & Mores logotyp

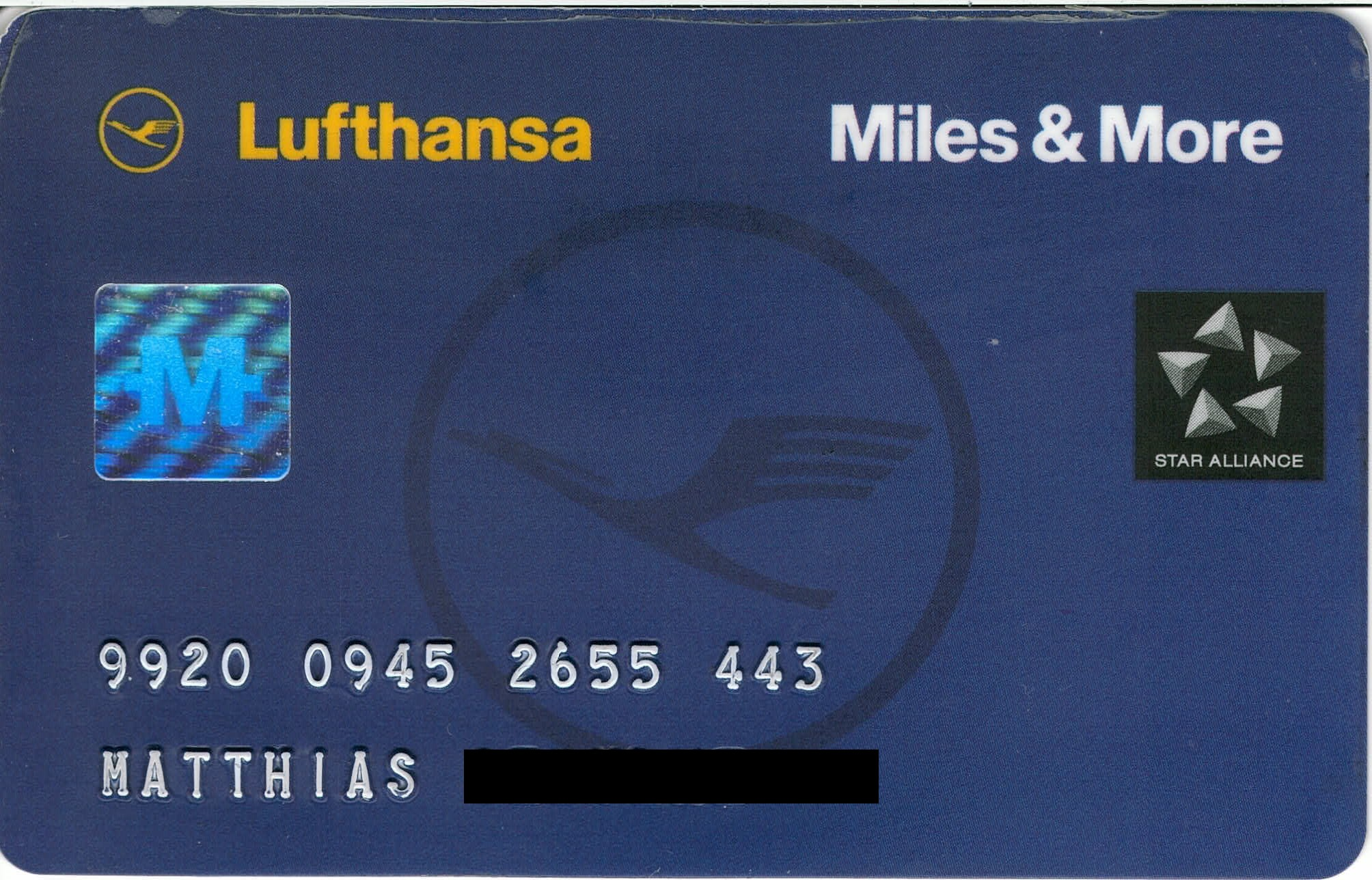
Ett Miles & More-kort från Lufthansa.

Miles & More är det största flygbonusprogrammet i Europa med mer än 15 miljoner medlemmar i maj 2008. Miles & More lanserades av Lufthansa (LH) 1993 och används idag av 13 europeiska flygbolag. Programmet gör det möjligt för sina medlemmar att tjäna och lösa in frequent flyer miles på alla de flygbolag som är helt integrerade i programmet samt alla Star Alliance-medlemsbolag. Dessutom har alla kunder möjlighet att uppnå status, vilket ger dem tillgång till vissa förmåner. Medlemskap i Miles & More är gratis och kan tecknas av alla. 
I Star Alliance ingår även Scandinavian Airlines (SAS), vilket betyder att resenärerna kan tjäna poäng i Miles & More-programmet genom att flyga med SAS. Det är även möjligt att betala en SAS-biljett med Miles & More-poäng. Man får dock fler poäng på en SAS-flygning med SAS eget program Eurobonus.